# Felsőmihályi
Felsőmihályi (1899-ben Mihálkó, szlovákul: Michalok) község Szlovákiában, az Eperjesi kerületben, a Varannói járásban.

## Fekvése
Varannótól 12 km-re északra, az Ondava és a Tapoly között fekszik.

## Története
1363-ban említik először.
A 18. század végén Vályi András így ír róla: „MIHÁLYI. Magyar, és tót falu Zemplén Várm. földes Urai Szerdahelyi, és több Urak, lakosai elegyesek, fekszik Legenyének, és Lasztócznak szomszédságában, térséges határja három nyomásbéli, gabonát, és árpát terem, erdejek tsekély, rét nélkűl szűkölködik, piatza Kassán, vagy Újhelyben.”
Fényes Elek 1851-ben kiadott geográfiai szótárában így ír a faluról: „Mihályi, magyar-orosz falu, Zemplén vmegyében, Abauj vmegye szélén: 103 romai, 100 görög kath., 305 ref., 60 zsidó lak., ref. anyaszentegyházzal, 930 hold szántófölddel. F. u. többen. Ut. p. Velejte.”
1899-ben Csehországból, Cheb környékéről érkezett német telepesek vásároltak itt birtokot. A férfiak főként ácsmunkákkal foglalkoztak.
Borovszky Samu monográfiasorozatának Zemplén vármegyét tárgyaló része szerint: „Felsőmihályi, azelőtt Mihálykó. Hajdan, a XIV. században, mikor még a Rozgonyiak voltak az urai, Mihályfalva volt a neve. Azután Cicsva-vár tartozéka lett s az 1598-iki összeírásban Báthory István szerepel uraként, kiről a Soós családra, később pedig a Csákyakra száll. A XVIII. század végén a Ketzer család zálogbirtoka, de a Csákyak visszaváltják. A mult század közepe táján Bujanovits Ernő és neje, Mailáth Karolina voltak a birtokosai. Most idegen kézen van. Róm. kath. templomát a XVIII. század közepe táján az evangélikusok építették. A falu házainak száma 59, tótajkú lakosaié, kiknek nagyobb része evangélikus, 369. A falu postája Mogyoróskán, távírója és vasúti állomása Varannón van.”
A trianoni diktátumig Zemplén vármegye Varannói járásához tartozott.
A németeket a II. világháború után kitelepítették.

## Népessége
| Év:            | 1994. | 2004.   | 2014.   | 2024.   |
| -------------- | ----- | ------- | ------- | ------- |
| Emberek száma: | 352   | 336     | 306     | 278     |
| Eltérés:       |       | -4,54 % | -8,92 % | -9,15 % |

| Év:            | 2023. | 2024.   |
| -------------- | ----- | ------- |
| Emberek száma: | 288   | 278     |
| Eltérés:       |       | -3,47 % |

1880-ban 273 lakosából 30 német és 235 szlovák anyanyelvű volt. Ebből 122 evangélikus, 80 római katolikus, 38 görögkatolikus és 33 izraelita vallású volt.
1890-ben 223 lakosából 10-10 magyar és ruszin, 4 német és 199 szlovák anyanyelvű volt.
1900-ban 369 lakosából 15 magyar, 78 német és 272 szlovák anyanyelvű volt.
1910-ben 584 lakosából 8 magyar, 179 német, 1 ruszin, 311 szlovák és 85 egyéb anyanyelvű volt. Ebből 292 római katolikus, 160 evangélikus, 124 görögkatolikus és 8 izraelita vallású volt.
1921-ben 624 lakosából 2 magyar, 35 orosz, 9 zsidó, 367 csehszlovák, 210 egyéb nemzetiségű és 1 állampolgárság nélküli volt.
1930-ban 765 lakosából 33 német, 376 csehszlovák és 356 állampolgárság nélküli volt. Ebből 410 római katolikus, 199 evangélikus, 147 görögkatolikus és 9 izraelita vallású volt.
1970-ben 498 lakosa mind szlovák volt.
1980-ban 424 lakosából 423 szlovák és 1 ismeretlen nemzetiségű volt.
1991-ben 354 lakosa mind szlovák volt. 
2001-ben 342 lakosából 341 szlovák és 1 cseh volt.
2011-ben 320 lakosából 307 szlovák és 13 ismeretlen nemzetiségű volt. Ebből 190 római katolikus, 107 evangélikus, 8 görögkatolikus és 14 ismeretlen vallású volt.

## Nevezetességei
- A Rózsafüzér királynője tiszteletére szentelt római katolikus temploma 1493-ban épült.